# François-Christophe-Edouard Kellermann
François-Christophe-Edouard Kellermann, vévoda de Valmy (16. dubna 1802 v Paříži - 2. října 1868 v Passy) byl francouzský státník a diplomat.
François-Christophe-Edouard Kellermann, byl synem generála Kellermann a vnuk maršála Kellermanna. Vstoupil během restaurace do diplomatických služeb. Zcela oddán Bourbonům vystoupil roku 1833 ze státních služeb a od té doby vystupoval jako hlavní představitel legitimistické strany v tisku a později i parlamentu, do kterého byl zvolen roku 1842 za departement Toulouse. Po revoluci 1848 se zcela stáhl z veřejného života. Byl činný i literárně. Podle deníku svého otce napsal a uveřejnil roku 1854 práci „Historie tažení roku 1800“. Jeho nejznámějším dílem byla „De la force du droit et du droit de la force“ (O moci práva a právu moci - 1850).